# Великолукское
Великолукское — посёлок в Гвардейском городском округе Калининградской области. До 2014 года входил в состав Славинского сельского поселения.

## История
В 1289 году ландмейстер Майнхардом фон Кверфурт выдал взамен утерянной грамоту пруссу Райтауве, сыну Налубе, на 40 хуф в Варгинене в камерамте Кремиттен за расширенную военную службу и помощь при строительстве замков.
В 1946 году Варгинен был переименован в посёлок Великолукское.

## Население
| 2002 | 2010 |
| ---- | ---- |
| 100  | ↘83  |

В 1910 году численность населения Варгинена составляла 160 человек, в 1933 году — 178 человек, в 1939 году — 196 человек.